# Víctor Imbert
Victor María d'Imbert Manero (Barcelona, 24 de noviembre de 1903 - Barcelona, 23 de febrero de 1978),  conocido como Víctor Imbert, fue un mecenas español. 

## Biografía
Hijo del empresario Erasme d'Imbert y de Nadal (1871-1959) y de Teresa Manero de Salazar (Madrid, 1876 - Barcelona, 1932), proveniente de una familia de militares con tierras en Altafulla y Torredembarra.  Víctor Imbert fue el quinto de ocho hermanos. Trabajó en la empresa familiar, un comercio de elementos metálicos que se encontraba en el número 38 de la Vía Layetana, en Barcelona.
En 1929 se casó con la pintora Anita Solà Galí. En los años 40, el matrimonio comenzó una colección de arte, con obras de Francesc Domingo, Hugué, Sacharoff, Mompou, Humbert y Opisso, entre otros. Vivían en la Casa Calvet de la calle de Casp, y su casa se convirtió en un punto de reunión de artistas, como Carles Soldevila, Ricard y Alfred Opisso y Mercè Plantada, entre otros. Imbert colaboró en diversas iniciativas culturales, como la organización de varios Salons d'Octubre (1948-1957) la «Colección de grabados contemporáneos» de La Rosa Vera,  con Jaume Pla, o la creación, en 1944, de la Asociación de Trenes en Miniatura. Otras iniciativa de la pareja fueron el Club 49, la fundación del Museo de Arte Contemporáneo de Barcelona, del Coliseum y la organización de homenajes a personalidades del sector cultural catalán. 
Se retiró de la vida cultural y se establezció en Mas Majora, en Parlavà (Baix Empordà). Al morir, su colección  se dispersó. Se conserva una parte en el Museo Patio Herreriano de Valladolid.